# رالف ناف
رالف ناف (انگلیسی: Ralph Näf؛ زادهٔ ۱۰ مهٔ ۱۹۸۰) دوچرخه‌سوار اهل سوئیس است.